# Courtier en services bancaires et d'investissement
Pour les articles homonymes, voir Courtier (homonymie).
 (août 2010).
Si vous disposez d'ouvrages ou d'articles de référence ou si vous connaissez des sites web de qualité traitant du thème abordé ici, merci de compléter l'article en donnant les références utiles à sa vérifiabilité et en les liant à la section « Notes et références ».
Un courtier en services bancaires et d'investissement est un intermédiaire financier dont l’activité consiste à mettre en relation des clients particuliers, entreprises ou institutionnels avec des établissements financiers (banques, compagnies d’assurance, sociétés de gestion, etc.) dans le cadre de prestations liées au financement, à l’investissement ou à la gestion de patrimoine.
Cette activité de courtage ne repose pas sur la gestion directe d’actifs ou de fonds, mais sur un rôle de conseil, d’analyse et de mise en relation, souvent rémunéré par des commissions d’apport d’affaires ou des honoraires. Le courtier agit en toute indépendance vis-à-vis des institutions qu’il recommande, bien qu’il puisse être lié par des conventions commerciales ou encadré par un statut juridique spécifique selon la législation du pays dans lequel il opère.

## Rôle et missions
Le courtier en services bancaires et d’investissement peut intervenir dans divers domaines, notamment :
- L’intermédiation bancaire : recherche de solutions de crédit (immobilier, professionnel, consommation), négociation de taux, montage de dossiers de financement.
- La distribution de produits financiers : placements financiers, produits structurés, contrats d’assurance-vie, SCPI, etc.
- Le conseil en investissement : sélection d’allocations d’actifs adaptées au profil de l’investisseur, analyse comparative de fonds, veille réglementaire.
- La gestion de patrimoine externalisée : accompagnement global de clients patrimoniaux, en lien avec des experts fiscaux ou notariaux.

## Cadre réglementaire
Selon les juridictions, les courtiers doivent être enregistrés auprès des autorités compétentes. En France, par exemple, le courtier en services d’investissement est souvent immatriculé en tant que courtier en opérations de banque et services de paiement (COBSP) ou conseiller en investissements financiers (CIF) auprès de l’ORIAS, sous la supervision de l’Autorité des marchés financiers (AMF) ou de l’Autorité de contrôle prudentiel et de résolution (ACPR).

## Distinction avec d'autres professionnels
Il ne faut pas confondre le courtier en services bancaires et d’investissement avec :
- le courtier en assurances, spécialisé dans la mise en relation avec des compagnies d’assurance pour des produits couvrant les risques (santé, prévoyance, auto, etc.) ;
- le banquier privé, salarié d’une banque, qui distribue exclusivement les produits de son établissement ;
- ou encore le conseiller en gestion de patrimoine indépendant (CGPI), dont le champ d’intervention peut être plus large mais souvent similaire.

## Évolution du métier
Avec la montée en puissance des plateformes en ligne et des robo-advisors, le métier de courtier évolue vers une digitalisation accrue, tout en conservant une forte dimension humaine lorsqu’il s’adresse à des clientèles à forte valeur patrimoniale. La transparence, la conformité réglementaire et l’expertise deviennent des atouts différenciants dans un environnement concurrentiel et normatif.

## En France
Cette catégorie juridique n'existe pas en France, selon le code monétaire et financier.
Voir :
- Intermédiaire en opérations de banque et en services de paiement.
- Courtage en prêt immobilier.

## En Belgique
Le courtier en services bancaires et d'investissement bénéficie en Belgique d'un statut réglementé. Il est à même de trouver l'adéquation entre les besoins du consommateur fortuné et les produits des entreprises réglementées (banques et/ou sociétés de gestion).
Les courtiers bancaires ne peuvent pas effectuer de transactions en espèces et ne peuvent travailler qu'avec de la monnaie scripturale.